# Eagles (музичка група)
Иглс (engl. Eagles) америчка је рок група, најпознатија по свом чувеном хиту Hotel California из 1976. године.
Група је основана 1971. године, и током каријере је продала око 150 милиона албума. Два њихова албума: Their Greatest Hits 1971-1975 i Hotel California спадају у најпродаваније албуме свих времена у САД.